# إيفان بوكافشين
إيفان بوكافشين (الروسية: Иван Александрович Букавшин) (و. 1995 – 2016 م) هو لاعب شطرنج من روسيا . ولد في روستوف-نا-دونو .
توفي في تولياتي .بسبب سكتة دماغية .

## جوائز
حصل على جوائز منها:
- أستاذ دولي كبير (2011)
- European Junior Chess Championship (2006).

## روابط خارجية
- إيفان بوكافشين على موقع مباريات الشطرنج (الإنجليزية)
- إيفان بوكافشين على موقع 365Chess.com (الإنجليزية)
- إيفان بوكافشين على موقع Chesstempo.com (الإنجليزية)